# Szczaniec
Szczaniec (deutsch Stentsch) ist ein Dorf im Powiat Świebodziński der Woiwodschaft Lebus in Polen. Es ist Sitz der gleichnamigen Landgemeinde mit etwa 3850 Einwohnern.

## Geographische Lage
Der Ort liegt in Niederschlesien, etwa zehn Kilometer östlich der Stadt Świebodzin (Schwiebus) und zwanzig Kilometer südsüdöstlich der Stadt Międzyrzecz (Meseritz).

## Geschichte

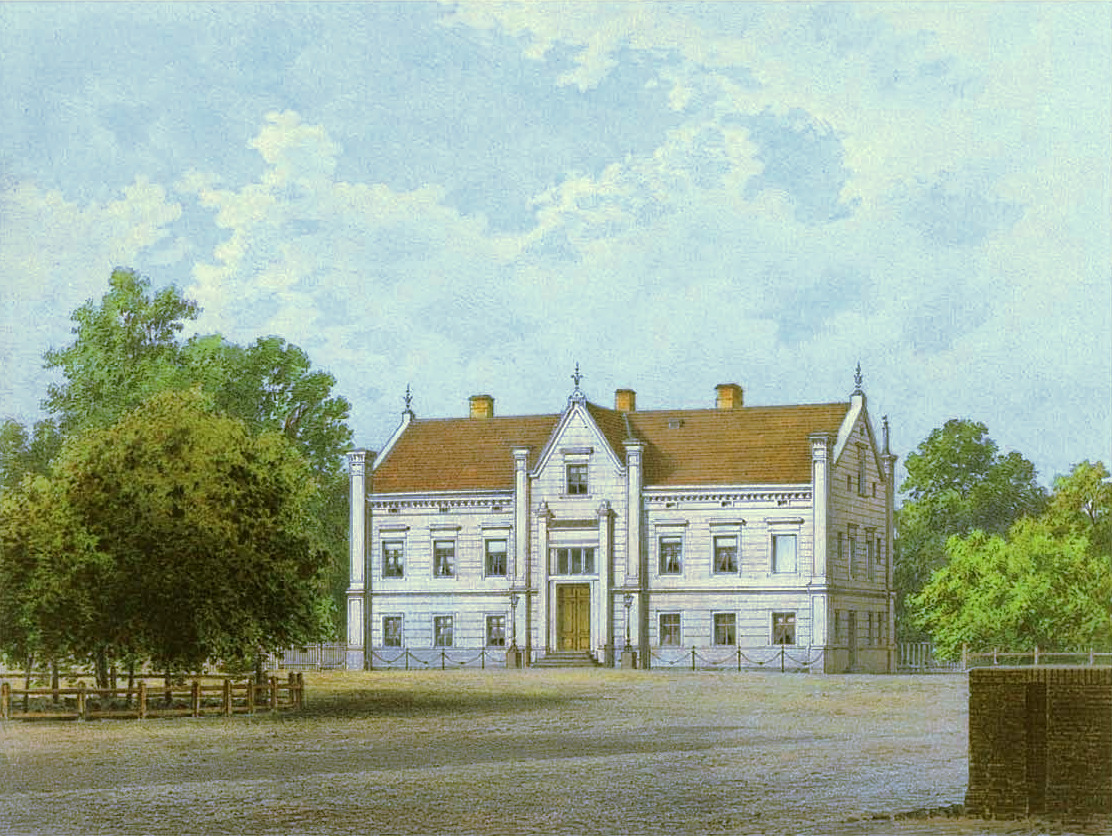
Rittergut Ober-Stentsch um 1860, Sammlung Alexander Duncker

Die Ortschaft Stentsch bestand in älterer Zeit im Wesentlichen aus zwei etwa gleich großen Rittergütern, Mittel-Stentsch und Ober-Stentsch genannt. Laut der Schlesischen Vasallen-Tabelle befanden sich im Jahr 1752 beide Anteile in den Händen des George Gottlob von Knobelsdorff. Um 1858 besaß Mittel-Stentsch ein von Kalckreuth, während sich Ober-Stentsch im Besitz eines Justizrats Hünke befand. Die beiden Gutsherrn übten das Patronat über die evangelische Dorfkirche aus.
Das Gemeindegebiet zählte bis 1945 zum Kreis Züllichau-Schwiebus im Regierungsbezirk Frankfurt der Provinz Brandenburg des Deutschen Reichs.
Gegen Ende des Zweiten Weltkriegs besetzte im Frühjahr 1945 die Rote Armee die Region. Bald darauf wurde Stentsch unter polnische Verwaltung gestellt. In der Folgezeit wurde die einheimische Bevölkerung von der örtlichen polnischen Verwaltungsbehörde vertrieben und durch Polen ersetzt. Die deutsche Ortschaft Stentsch wurde in Szczaniec umbenannt.

### Einwohnerzahlen
- 1858: 0888, darunter 17 Katholiken und zwei Juden[1]
- 1933: 1165[3]
- 1939: 1152[3]

## Gemeinde
Zur Landgemeinde Szczaniec gehören 12 Dörfer mit Schulzenamt (sołectwo).

## Persönlichkeiten
- Ingeborg Sommer (1923–2001), Journalistin, Gewerkschafterin und Politikerin (SPD).